# Joseph Martin (homme politique canadien)
Pour les articles homonymes, voir Joseph Martin et Martin.
Joseph Martin, né le 24 septembre 1852, décédé le 2 mars 1923, est un avocat et homme politique canadien des XIXe et XXe siècles. Il fait carrière au Manitoba et en Colombie-Britannique, ainsi qu'au Royaume-Uni.

## Biographie

### Premières années
Né à Milton dans le Haut-Canada, Martin fréquente l'école sur place jusqu'en 1865 alors que sa famille s'installe dans le Michigan. Obtenant un emploi de télégraphiste, il entre à la Michigan State Normal School d'Ypsilanti. L'année suivante, il passe à la Normal School (en) de Toronto d'où il est expulsé en raison de son tempérament querelleur.
Malgré son expulsion de l'école d'enseignement, Martin parvient à trouver un travail d'enseignant à Ottawa. En 1877, il fréquente l'université de Toronto et en ressort deux ans plus tard sans diplôme. Après un stage en droit à Ottawa et son mariage, il s'installe à Winnipeg au Manitoba en 1881 et ensuite à Portage-la-Prairie en 1882. Admis au barreau du Manitoba, il ouvre un cabinet et prend un stagiaire, Smith Curtis, qui deviendra son associé.

### Carrière politique

#### Politique manitobaine
De plus en plus reconnu dans sa région, Martin commence à se mêler de politique en s'associant aux adversaires du premier ministre John Norquay. Candidat sous la bannière du groupe affilié à Thomas Greenway, il est d'abord élu à l'Assemblée législative du Manitoba dans Portage-la-Prairie en 1883 à la suite d'une élection partielle organisée en raison de l'invalidation du résultat de l'élection générale. Son tempérament de débatteur combatif l'amène à critiqué Norquay et le monopole de la Compagnie du chemin de fer canadien du Pacifique (CP). Ses attaques deviennent plus évidentes lorsque le premier ministre fédérale John A. MacDonald annule les lettres patentes ayant été accordées aux sociétés ferroviaires par le gouvernement manitobain.
Greenway devenant premier ministre après la fin du soutien de MacDonald à Norquay en décembre 1887 et l'incapacité de David Howard Harrison de maintenir une majorité de gouvernement, Greenway est appelé par le lieutenant-gouverneur à former le premier gouvernement représenté par un parti politique dans la province. Martin devient procureur-général et commissaire aux chemins de fer dans ce gouvernement. Après l'abandon du monopole par le CP, Greenway déclenche et remporte les élections de 1888. Malgré la fin de ce monopole, peu de possibilité de rechange son disponible et le gouvernement décide de vendre le chemin de fer de la rivière Rouge à l'américain Henry Villard (en) qui le relie à son propre réseau du Northern Pacific Railway. Cette décision impopulaire auprès des agriculteurs et des Libéraux de Winnipeg est cependant éclipsé par le débat sur la Question des écoles du Manitoba qui interdit l'enseignement du français. Maintenant son caractère pugnace, son influence s'étiole graduellement en raison des disputes à répétition avec des notables locaux.
Martin démissionne en février 1891 pour se présenter sur la scène fédérale dans Selkirk. Regagnant son siège laissé vacant lors d'une l'élection partielle, il ne réintègre pas le cabinet et décide de s'occuper de son cabinet d'avocat et d'une minoterie. 

#### Politique fédérale
Élu député libéral dans la circonscription traditionnellement conservatrice de Winnipeg, il entre à la Chambre des communes du Canada à la suite d'une élection partielle en 1893 au Manitoba. Ses opinions en faveur du libre-échange et l'animosité de ses collègues canadiens français pour son rôle dans la question des écoles, requiert de Wilfrid Laurier de tempérer la fouge de Martin. En 1896, il prend part à des manœuvres d'obstruction visant au retrait par le gouvernement de Charles Tupper d'un projet de loi réparatrice au sujet des écoles et la convocation de nouvelles élections. Martin perd son siège lors de l'éélection de 1896.

#### Avocat pour le privé
Martin quitte alors le Manitoba après avoir accepter un poste de solicitor pour le CP et se rend en Colombie-Britannique en mars 1897. Sa carrière de juriste à Vancouver n'est pas à l'épreuve des controverses et, en 1899, le barreau de la Colombie-Britannique le suspend pendant une semaine en raison d'une déclaration de Martin indiquant que, en cas de victoire, il empocherait une partie des gains. La pratique du pacte d'honoraire, que Martin avait légalisé au Manitoba, n'était pas encore en vigueur en Colombie-Britannique. Après des pressions de Martin pour son application, les modifications au Legal Professions Act entrent en vigueur en se sens en 1901.

#### Politique britanno-colombienne
Élu député de Vancouver City à l'Assemblée législative de la Colombie-Britannique en 1898, il s'associe au groupe d'opposition au gouvernement de John Herbert Turner qu'il juge trop proche des magnats et industriel dont Daniel Chase Corbin et James Dunsmuir. Charles Augustus Semlin devenant premier ministre, il sert à titre de procureur-général et ministre intérimaire de l'Éducation. Perdant la confiance de Semlin entre autres en raison de dissensions entre Martin et le ministre des Finances Francis Lovett Carter-Cotton, ainsi qu'un banquet houleux à Rossland, amène Semlin a réclamer la démission de son ministre. 
Rangé maintenant du côté de l'opposition, il vote, malgré sa promesse initiale, contre un projet de loi de réforme de la carte électorale. Le lieutenant-gouverneur demande à Martin de former un nouveau gouvernement dès février 1900. Malgré une motion de censure adopté rapidement par l'Assemblée législative, il met en place un programme électoral dans lequel il se montre en accord avec l'étatisation des chemins de fer, l'instauration de la journée de huit heures pour les mineurs et un loi sur la main-d'œuvre asiatique. Pour son gouvernement, Martin tente de choisir uniquement des libéraux dont son ancien associé de Portage-la-Prairie, Smith Curtis, qu'il nomme au portefeuille des Mines. Plusieurs nominations de membres du cabinet consistaient en des personnes non élues et deviennent de plus en plus contestées. La campagne électorale qui s'en suivie, bien que très énergique, fait mordre la poussière à Martin et James Dunsmuir le remplace au poste de premier ministre.
Devenant chef de l'opposition officielle, il se montre parfois complaisant avec le gouvernement. En février 1902, il est élu chef du nouveau Parti libéral contre Richard McBride. À la suite d'une hospitalisation, il démissionne de la direction du parti, il quitte la politique provinciale et perd son siège de député. 

#### Retour en politique fédérale
Tentant un retour en politique fédérale, il dénonce les Libéraux de Wilfrid Laurier pour ses tentatives d'imposer des écoles professionnelles dans les nouvelles provinces de l'Alberta et de la Saskatchewan représentant un empiètement des droits des provinces par le gouvernement fédéral. Opposant farouche à la présence asiatique, il se présente dans Cité de Vancouver en 1908 sous l'étiquette de l'Asiatic Exclusion League. 

#### Politique britannique
En 1907, il fonde le quotidien Vancouver Guardian et continue sa pratique d'avocat pour des entreprises privées. Las de sa vie en Colombie-Britannique, il déménage au Royaume-Uni où il remporte un siège à la Chambre des communes britannique en tant que candidat libéral. Il demeure député de 1910 à 1918 et défend des positions comme l'abolition de la chambre des lords, le suffrage féminin, la taxe foncière et le libre-échange. Il rentre en Colombie-Britannique en 1914, mais continue d'être député, car la dissolution du Parlement est retardée en raison de la Première Guerre mondiale.

#### Dernières années
Revenu à Vancouver depuis Londres en 1914, Martin meurt des suite d'une grippe et du diabète, bien qu'il débutait un traitement à l'insuline découverte depuis peu, à Vancouver en mars 1923 à l'âge de 70 ans. Il est inhumé au cimetière Ocean View Burial Park de Burnaby